# Championnat d'Argentine de football 1965
Navigation
Saison précédente Saison suivante
La saison 1965 du Championnat d'Argentine de football était la 35e édition professionnelle de la première division argentine. Le championnat rassemble les 18 meilleures équipes du pays au sein d'une poule unique, où chaque club rencontre tous ses adversaires 2 fois. Pour permettre le passage de la Primera División de 18 à 20 équipes, il n'y a pas de relégation en fin de saison et 2 clubs sont promus de Segunda División.
C'est le club de Boca Juniors, champion d'Argentine en titre, qui termine en tête du championnat et remporte le 16e titre de champion d'Argentine de son histoire.

## Les 18 clubs participants
| \| Buenos Aires La Plata Rosario \| Villes représentées lors de la saison 1965 |
| Buenos Aires La Plata Rosario                                                  |

- Boca Juniors
- San Lorenzo de Almagro
- River Plate
- Racing Club
- Independiente
- Rosario Central
- Gimnasia y Esgrima (La Plata)
- Newell's Old Boys (Rosario)
- Huracán
- Chacarita Juniors
- Vélez Sársfield
- Argentinos Juniors
- Estudiantes (La Plata)
- Atlanta
- Banfield
- Ferro Carril Oeste
- Lanús - Promu de Segunda Division
- Platense - Promu de Segunda Division

## Compétition

### Classement
Le classement est établi en utilisant le barème suivant :
- Victoire : 2 points
- Match nul : 1 point
- Défaite, forfait ou abandon : 0 point

| Rang | Équipe                        | Pts | J  | G  | N  | P  | Bp | Bc | Diff |
| ---- | ----------------------------- | --- | -- | -- | -- | -- | -- | -- | ---- |
| 1    | Boca Juniors T                | 50  | 34 | 19 | 12 | 3  | 55 | 30 | +25  |
| 2    | River Plate                   | 49  | 34 | 22 | 5  | 7  | 55 | 24 | +31  |
| 3    | Vélez Sársfield               | 40  | 34 | 14 | 12 | 8  | 48 | 32 | +16  |
| 4    | Ferro Carril Oeste            | 37  | 34 | 11 | 15 | 8  | 41 | 33 | +8   |
| 5    | Racing Club                   | 36  | 34 | 10 | 16 | 8  | 39 | 35 | +4   |
| 6    | Estudiantes (La Plata)        | 36  | 34 | 13 | 10 | 11 | 41 | 39 | +2   |
| 7    | Platense P                    | 35  | 34 | 12 | 11 | 11 | 37 | 30 | +7   |
| 8    | San Lorenzo de Almagro        | 34  | 34 | 12 | 10 | 12 | 41 | 35 | +6   |
| 9    | Banfield                      | 34  | 34 | 11 | 12 | 11 | 34 | 32 | +2   |
| 10   | Rosario Central               | 32  | 34 | 9  | 14 | 11 | 37 | 39 | -2   |
| 11   | Newell's Old Boys (Rosario)   | 32  | 34 | 9  | 14 | 11 | 29 | 40 | -11  |
| 12   | Huracán                       | 31  | 34 | 11 | 9  | 14 | 45 | 54 | -9   |
| 13   | Independiente (CL)            | 31  | 34 | 8  | 15 | 11 | 30 | 31 | -1   |
| 14   | Atlanta                       | 29  | 34 | 9  | 11 | 14 | 33 | 42 | -9   |
| 15   | Lanús P                       | 29  | 34 | 9  | 11 | 14 | 31 | 43 | -12  |
| 16   | Argentinos Juniors            | 28  | 34 | 10 | 8  | 16 | 41 | 51 | -10  |
| 17   | Gimnasia y Esgrima (La Plata) | 25  | 34 | 9  | 7  | 18 | 31 | 57 | -26  |
| 18   | Chacarita Juniors             | 24  | 34 | 5  | 14 | 15 | 32 | 53 | -21  |

|  | Qualification pour la Copa Libertadores 1966                                               |
|  | T : Tenant du titre P : Promu de Segunda División (CL) : Vainqueur de la Copa Libertadores |

## Bilan de la saison
| Tableau d'Honneur                   |              |
| Compétition                         | Vainqueur    |
| Championnat d'Argentine de football | Boca Juniors |

| Qualifications continentales |                                                 |
| Copa Libertadores 1966       | Boca Juniors River Plate Independiente (tenant) |

| Promotions et relégations   |                                  |
| Promus en Primera Division  | Quilmes Colón (Santa Fe)         |
| Relégué en Segunda Division | Aucun (passage de 18 à 20 clubs) |